# Irrenwaldbach
Der Irrenwaldbach ist ein Bach im Böhmerwald in Österreich und Tschechien. Er ist ein Zufluss des Bügelbachs.

## Geographie
Der Bach entspringt am Bärenstein in der österreichischen Gemeinde Aigen-Schlägl auf einer 894 m ü. A. Er weist eine Länge von 3,4 km auf. Er fließt durch das Waldgebiet des Irrenwalds. Kurz nach der Staatsgrenze mündet er in der tschechischen Gemeinde Černá v Pošumaví auf einer Höhe von 744 m ü. A. linksseitig in den Bügelbach. Sein Einzugsgebiet erstreckt sich über eine Fläche von 2,52 km².

## Geschichte
Ende des 18. Jahrhunderts wurde am Irrenwaldbach eine Schleuse für den Schwarzenbergschen Schwemmkanal angelegt.

## Umwelt
Bald nach seiner Quelle quert der Irrenwaldbach eine Magerwiese, auf der Johanniskräuter, Sumpf-Kratzdisteln, Weichhaariger Pippau und vereinzelt Lupinen wachsen. In seinem Mittelteil fließt er am Rand einer weiteren artenreichen Magerwiese und Brache. In Österreich ist der Bach Teil des Europaschutzgebiets Böhmerwald-Mühltäler und der Important Bird Area Böhmerwald und Mühltal. In Tschechien gehört er zum Biosphärenreservat Šumava und zur Important Bird Area Böhmerwald.